# Tracy Murray
Tracy Lamonte Murray (Los Angeles, 25 luglio 1971) è un ex cestista e allenatore di pallacanestro statunitense, professionista nella NBA. È cugino di Lamond Murray.

## Carriera
È stato selezionato dai San Antonio Spurs al primo giro del Draft NBA 1992 (18ª scelta assoluta).
Con gli Stati Uniti ha disputato i Giochi panamericani de L'Avana 1991.

## Statistiche
| † | Denota le stagioni in cui ha vinto il titolo |
| * | Primo nella lega                             |

### NCAA
| Anno      | Squadra     | PG | PT | MP   | TC%  | 3P%  | TL%  | RP  | AP  | PRP | SP  | PP   |
| --------- | ----------- | -- | -- | ---- | ---- | ---- | ---- | --- | --- | --- | --- | ---- |
| 1989-1990 | UCLA Bruins | 33 | -  | 26,2 | 44,2 | 34,3 | 76,7 | 5,5 | 1,2 | 0,8 | 0,8 | 12,3 |
| 1990-1991 | UCLA Bruins | 32 | -  | 31,3 | 50,3 | 38,6 | 79,4 | 6,7 | 1,3 | 1,3 | 1,1 | 21,2 |
| 1991-1992 | UCLA Bruins | 33 | -  | 32,8 | 53,8 | 50,0 | 80,0 | 7,0 | 1,8 | 1,6 | 0,9 | 21,4 |
| Carriera  | Carriera    | 98 | -  | 30,1 | 50,0 | 41,1 | 79,1 | 6,4 | 1,5 | 1,2 | 0,9 | 18,3 |

### NBA

#### Regular Season
| Anno       | Squadra             | PG  | PT | MP   | TC%  | 3P%   | TL%  | RP  | AP  | PRP | SP  | PP   |
| ---------- | ------------------- | --- | -- | ---- | ---- | ----- | ---- | --- | --- | --- | --- | ---- |
| 1992-1993  | Portland T. Blazers | 48  | 14 | 10,3 | 41,5 | 30,0  | 87,5 | 1,7 | 0,2 | 0,2 | 0,1 | 5,7  |
| 1993-1994  | Portland T. Blazers | 66  | 1  | 12,4 | 47,0 | 45,9* | 69,4 | 1,7 | 0,5 | 0,3 | 0,3 | 6,6  |
| 1994-1995† | Portland T. Blazers | 29  | 3  | 10,8 | 41,2 | 39,0  | 82,4 | 1,3 | 0,5 | 0,2 | 0,0 | 5,9  |
| 1994-1995† | Houston Rockets     | 25  | 0  | 8,1  | 40,0 | 42,2  | 62,5 | 0,9 | 0,2 | 0,3 | 0,1 | 3,5  |
| 1995-1996  | Toronto Raptors     | 82  | 37 | 30,0 | 45,4 | 42,2  | 83,1 | 4,3 | 1,6 | 1,1 | 0,5 | 16,2 |
| 1996-1997  | Washington Bullets  | 82  | 1  | 22,1 | 42,5 | 35,3  | 83,9 | 3,1 | 1,0 | 0,8 | 0,2 | 10,0 |
| 1997-1998  | Wash. Wizards       | 82  | 12 | 27,2 | 44,6 | 39,2  | 87,1 | 3,4 | 1,0 | 0,8 | 0,3 | 15,1 |
| 1998-1999  | Wash. Wizards       | 36  | 0  | 18,1 | 35,0 | 32,0  | 81,0 | 2,3 | 0,8 | 0,6 | 0,2 | 6,5  |
| 1999-2000  | Wash. Wizards       | 80  | 8  | 22,9 | 43,3 | 43,0  | 85,1 | 3,4 | 0,9 | 0,6 | 0,3 | 10,2 |
| 2000-2001  | Denver Nuggets      | 13  | 0  | 10,4 | 30,9 | 30,4  | 90,0 | 1,7 | 0,7 | 0,3 | 0,1 | 3,8  |
| 2000-2001  | Toronto Raptors     | 38  | 1  | 11,9 | 39,9 | 36,3  | 75,0 | 1,6 | 0,4 | 0,2 | 0,2 | 5,4  |
| 2001-2002  | Toronto Raptors     | 40  | 3  | 11,8 | 41,1 | 38,5  | 81,0 | 1,3 | 0,5 | 0,3 | 0,2 | 5,7  |
| 2002-2003  | L.A. Lakers         | 31  | 0  | 6,2  | 32,4 | 21,1  | 77,8 | 0,7 | 0,4 | 0,2 | 0,1 | 2,0  |
| 2003-2004  | Portland T. Blazers | 7   | 0  | 5,0  | 25,0 | 40,0  | 0,0  | 0,7 | 0,1 | 0,1 | 0,0 | 1,1  |
| Carriera   | Carriera            | 659 | 80 | 18,4 | 43,0 | 38,8  | 82,9 | 2,5 | 0,8 | 0,5 | 0,2 | 9,0  |

#### Play-off
| Anno     | Squadra             | PG | PT | MP   | TC%  | 3P%  | TL%  | RP  | AP  | PRP | SP  | PP   |
| -------- | ------------------- | -- | -- | ---- | ---- | ---- | ---- | --- | --- | --- | --- | ---- |
| 1994     | Portland T. Blazers | 2  | 0  | 5,5  | 50,0 | 0,0  | -    | 1,5 | 0,5 | 0,5 | 0,0 | 3,0  |
| 1997     | Washington Bullets  | 3  | 0  | 29,0 | 56,7 | 50,0 | 94,1 | 3,0 | 0,7 | 1,3 | 0,7 | 18,3 |
| 2001     | Toronto Raptors     | 2  | 0  | 2,5  | 33,3 | 0,0  | -    | 0,0 | 0,0 | 0,5 | 0,0 | 1,0  |
| Carriera | Carriera            | 7  | 0  | 14,7 | 53,8 | 38,5 | 94,1 | 1,7 | 0,4 | 0,9 | 0,3 | 9,0  |

#### Massimi in carriera
- Massimo di punti: 50 vs Golden State Warriors (10 febbraio 1998)[1]
- Massimo di rimbalzi: 12 vs Chicago Bulls (24 marzo 1996)
- Massimo di assist: 5 vs Phoenix Suns (19 gennaio 1995)
- Massimo di palle rubate: 5 vs Dallas Mavericks (25 febbraio 1996)
- Massimo di stoppate: 3 (4 volte)
- Massimo di minuti giocati: 50 (2 volte)

## Palmarès
- McDonald's All-American Game (1989)
- Campione NBA (1995)
- Miglior tiratore da tre punti NBA (1994)